# UDF (funkcja)
UDF (ang. user-defined function) – funkcja zdefiniowana przez użytkownika, w odróżnieniu od funkcji wbudowanych w program komputerowy czy środowisko programistyczne. Termin obecnie najczęściej używany w zastosowaniach bazodanowych.